# محمد علي حمد الله
محمد علي حمد الله (1346- 1433 هـ / 1928- 2012 م) من علماء العربية وشيوخ النحاة في سورية، باحث محقق، وأديب كاتب، ومن أدباء الأطفال، خبير تربوي، وأستاذ جامعي. عضو اتحاد الكتَّاب العرب، ورابطة الأدب الإسلامي العالمية.

## سيرته
ولد الأستاذ محمد علي حمد الله بدمشق، يوم الأربعاء 25 ذو الحجة 1346 هـ الموافق 13 يونيو 1928 م، ويرجع في نسبه إلى قبيلة جُهَينة القحطانية، في مدائن صالح، ثم المدينة المنوَّرة.
تخرَّج في قسم اللغة العربية بكلِّية الآداب في جامعة دمشق سنة 1957م، وحصل على دبلوم في التربية من كلِّية التربية سنة 1958م. ثم أعدَّ بحثًا للدكتوراه في لبنان بعنوان (دراسة لديوان الزمخشري) في عام 1975م، ولكنَّ اشتعال الحرب الأهلية بلبنان، حال دون مناقشة البحث والحصول على الشهادة.
كان ملازمًا لعلامة النحو الشيخ سعيد الأفغاني، ويُعَد من خاصة طلابه مع زملائه: الأستاذ يوسف الصيداوي، والدكتور مازن المبارك، والأستاذ عاصم بهجة البَيطار، وامتاز محمد علي حمد الله بتمكُّنه من علوم العربية، ولا سيَّما النحو والصرف والمعاجم والشعر القديم. 
وهو عضو اتحاد الكتَّاب العرب بسوريا، وأسهم في تأسيس جمعية أدب الأطفال فيه سنة 1991م. وعضو شرف برابطة الأدب الإسلامي العالمية.
تبوَّأ منزلةً علمية وتربوية رفيعة، فاختير خبيرًا تربويًّا في منظَّمة اليونسكو مدَّة تسع سنوات، وأسهم في دورات تربوية تابعة لمنظَّمتَي اليونيسيف والأنروا. وقدَّم دروسًا تعليمية في التلفاز السوري على مدار 14 عامًا. وشارك في كثير من المؤتمرات العلمية والندَوات الأدبية والبرامج التلفازية، منها مؤتمر كتَّاب أدب الأطفال العالمي بتونس سنة 1986م. 
كتب الشعر (الفصيح والعامِّي) والقصة والمسرحية، وشارك في (التمثيل المسرحي والتلحين الموسيقي) في شبابه.

## وظائفه

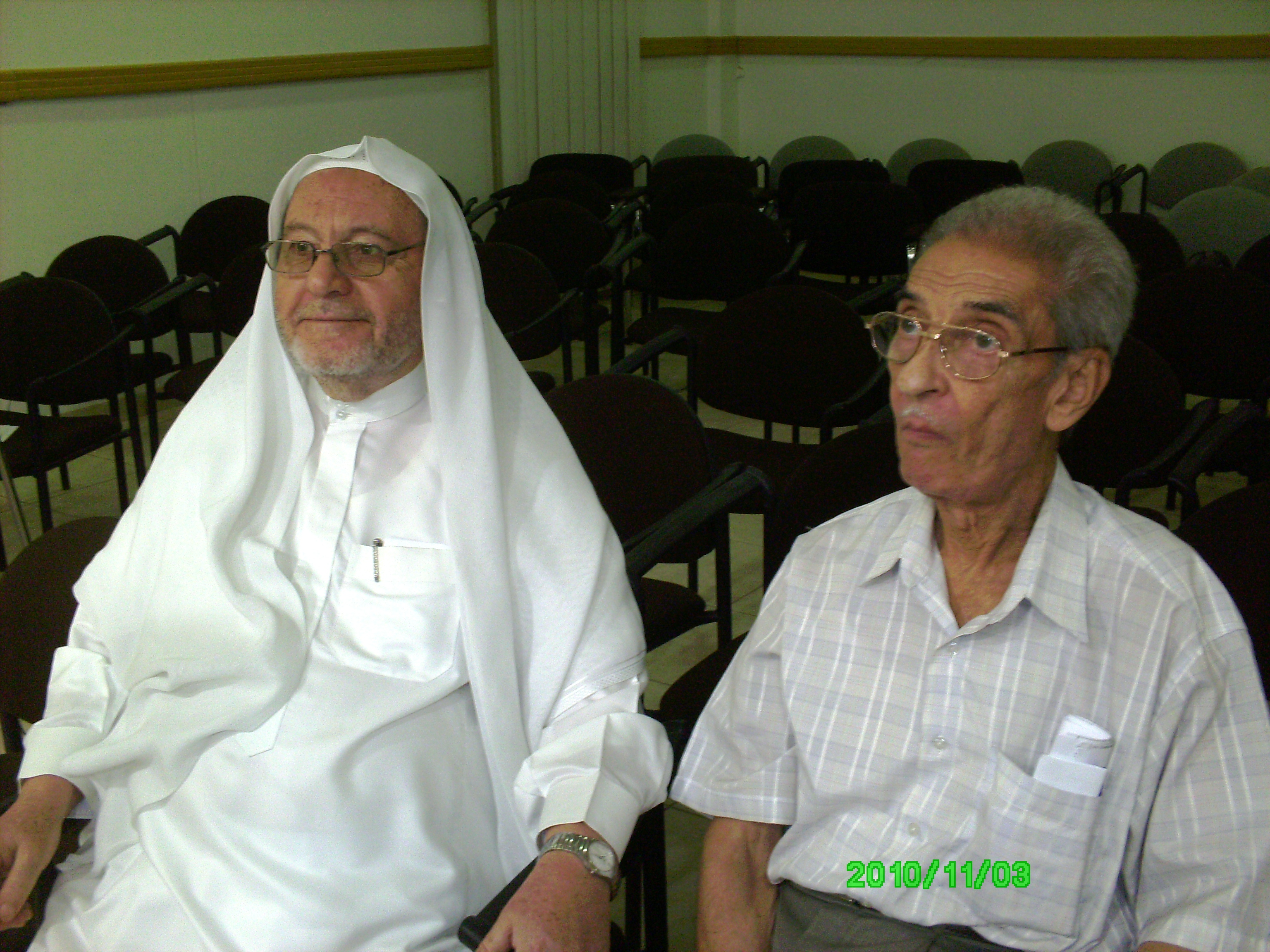
محمد علي حمد الله مع الدكتور عبد القدوس أبو صالح في رابطة الأدب الإسلامي بالرياض

درَّس في ثانويات دمشق وريفها، ودار المعلِّمين، ومعهد إعداد المدرِّسين بدمشق. 
وأُعيرَ إلى جامعة الإمام محمد بن سعود الإسلامية بمدينة الرياض، في ستينيات القرن العشرين. ثم عاد ودرَّس في كلية التربية بجامعة دمشق، وفي كلِّية الآداب قسم اللغة العربية 15 عامًا، وفي المعهد العالي للفنون المسرحية.
ثم بعد تقاعده درَّس قرابة 15 عامًا مادَّة الصرف في قسم التخصُّص الجامعي (فرع الأزهر)، بمجمَّع الفتح الإسلامي بدمشق.
وعمل مستشارًا للنشر في دار الفكر بدمشق سنوات، وأسَّس فيها سلاسل الفكر، في أدب الأطفال، وكتب لها أكثر من 45 قصة، امتازت بالنَّقاء اللغوي والأسلوبي والتربوي. 
وعمل في شركة النجم لإنتاج أفلام الرسوم المتحركة للأطفال، وكان كبيرَ كتَّاب فلم (الجرَّة) حكاية من الشرق، الحائز على عدد من الجوائز العربية والدَّولية في سِنما الأطفال. وعمل مراقبًا للبرامج ومشرفًا لغويًّا في مركز الزُّهرة لإنتاج وتَلْسِين (دبلجة) أفلام الرسوم المتحركة وبرامج الأطفال، بدءًا من تأسيسها عام 1985م، واختار فريقًا متميِّزًا من طلابه البارزين للرقابة والتصحيح اللغوي والكتابة في الشركة، من أبرزهم: الدكتور محمد شفيق البَيطار، والدكتور أحمد نتُّوف، والدكتور أحمد صوَّان، والأستاذ أيمن بكيراتي.

## أعماله العلمية
من مؤلفاته:
1. ابن زيدون ورسالتاه، دمشق 1956م.
2. الأسلوب التعليمي في كليلة ودمنة، دمشق ط1/ 1958م، ط2/ 1970م.
3. النحو والصرف، وزارة التربية السورية، 1960م.
4. شرح المعلقات السبع، للزَّوزَني (تحقيق)، دمشق 1963م.
5. مغني اللبيب عن كتب الأعاريب، لابن هشام (بالاشتراك مع د.مازن المبارك، ومراجعة: سعيد الأفغاني)، دمشق ط1/ 1964م،[3] ط2/ بيروت 1969م، ثم تتالت طبعاته.
6. النقد الأدبي الواضح، دمشق ط1/ 1971م، ط2/ 2009م.
7. أدب الأطفال (مقرَّر في دور المعلِّمين)، وزارة التربية السورية، ط1/ 1978م، الطبعة الأخيرة 2004م.
8. سلاسل الفكر، أكثر من أربعين قصة ومسرحية للأطفال، من 1981م في دار الفكر بدمشق، ثم في دار العربية.
9. مذكِّرة الطالب، دمشق 1994م.
10. البُردَة: شرحًا وإعرابًا وبلاغة، إعداد محمد يحيى الحلو، مراجعة وإشراف محمد علي حمد الله، دمشق 1999م.
11. مُسامرة الندمان ومؤانسة الإخوان، لعمر بن محمد الرازي، تحقيق د. وليد مشوح، مراجعة وإشراف محمد علي حمد الله، مركز زايد للتراث والتاريخ، الإمارات 2003م.
12. على أوتار القلوب، ديوان شعريّ (مخطوط).
13. على أوتار الغناء، ديوان للأغاني العاميَّة والزَّجَل (مخطوط).
14. ونشر عددًا كبيرًا من المقالات والقصص في الصُّحف والمجلَّات.

ونشر مقالاتٍ وقصائدَ في (مجلة الضياء) التي كان مديرَها، ومقالاتٍ في الصحف، وشعرًا وقصصًا في (مجلة الضباط الاحتياط) التي أشرف على قسمها الأدبي.

## من أقواله
- واجبُ كلِّ جيل أن يصنعَ جيلاً يَخلفُه.
- لا مانع أن نستضيء بشُموع الآخرين على ألا نحطمَ شَمْعَدان أمَّتنا.
- يخطئ مَن يقول: (ليست اللغة من الدِّين)، ثم يُؤذِّن ويُصلِّي بالعربية.
- لمَّا عجَز أعداؤنا عن طَعْن القرآن في صميم مَعانيه ومَراميه، التفَتُوا لاقتحام لغته.
- نقدي الكبير للتعليم أنه عاميٌّ غالبًا، مَنظَريٌّ، ولا يُعِدُّ الطلبةَ لمستقبل مأمون.
- المسرح مقتول، سمَّمَتْه غازات سامَّة، جاءت من الغرب للكبار، ومن التلفاز للصغار.
- حياة مَن لا يضحك نصفَ ساعة في اليوم ليست حياة.

## وفاته
توفي بدمشق يوم الأربعاء 18 شوال 1433 هـ الموافق 5 سبتمبر 2012 م، وصُلِّي عليه في جامع بدر الدين الحسني، ودُفن في مقبرة باب الصغير. وخلَّف أثرًا عميقًا في نفوس طلابه وطالباته.